# یواس‌اس ال‌اس‌تی-۶۸۹
یواس‌اس ال‌اس‌تی-۶۸۹ (به انگلیسی: USS LST-689) یک کشتی بود که طول آن ۳۲۸ فوت (۱۰۰ متر) بود. این کشتی در سال ۱۹۴۴ ساخته شد.